# Minciună
Minciuna este o afirmație care este contrazisă de către experiență, observație sau bun simț, care este oferită de mincinos în mod premeditat sau spontan prin contorsionarea totală sau parțială a faptelor și a adevărului sau prin argumentarea selectivă, dar aparent semnificativă, a faptelor. De regulă, minciuna se consideră o acțiune intențională de declarare a unei stari modale necomfirmabile sau imediat (ori ușor) confirmabilă, pentru a produce confuzie, a oferi false speranțe, a determina o anume acțiune sau a crea o anume stare intelectivă, socială ori afectivă care servește într-un fel sau altul mincinosului. Deși minciunile premeditate sunt cele care sunt considerate a fi mult mai devastatoare și de neiertat, se pot totuși identifica și minciuni spontane, nepremeditate, posibil determinate de lipsa de informare, de înțelegere corectă și/sau de interpretarea greșită a informațiilor existente sau accesibile la un moment dat.
Privit dintr-o anumită perspectivă, se poate afirma că minciuna caracterizează personalitatea, iar adevărul realitatea, în sensul că personalitatea poate produce afirmații confirmabile sau infirmabile cu privire la realitate, dar reflectarea realității în individ, care este un adevar, este o distinctă transpunere a unei cantității purtătoare de informații care se metamorfozează "realitate" cu o structură și fenomenalitate distinctă.
Astfel, se pot identifica diferite variante ale minciunii, precum ar fi
- Minciuna individuală cotidiană, produsă spre a genera convingeri, atitudini sau emoții predeterminate, așteptate, în partenerii de acțiune sau de afectivitate;
- Minciuna individuală politică, orientată către schimbarea opiniei și convingerilor unui individ sau a unei mulțimi de subiecți, cu obținerea posibilității de a manipula intențiile și comportamentele altora în favoarea unui singur individ;
- Minciuna colectivă practicată de un grup sau de către o comunitate cu o anume poziție socială și privilegii. Minciuna politică colectivă vizează păstratea statutului și privilegiilor de catre o minoritate aflată în conflict de interese cu o majoritate defavorizată, lipsită de privilegiile grupului;
- Minciuna economică, individuală sau colectivă, ascunde intenționat starea reală a unei economii locale, regionale, statale sau globale din diferite motive.

Minciuna socială este acea afirmație sau ansamblu de afirmații care declară sau susțin existența unor deosebiri de performanță și calitate umană între indivizi, grupuri de indivizi sau mari colectivitati umane. Aceasta minciună de tip social (care poate fi adesea orientată rasial sau cultural) caută să introducă diferențe de valoare între oameni sub raport conceptual sau afectiv și să motiveze orice acțiuni discriminatorii aplicate și aplicabile celor indezirabili.
Acest tip de minciuna segregantă, construită pe baza pretinsei diferențe de calitate dintre subiecți, a declanșat în decursul istoriei numeroase conflicte sociale mai mici sau mai mari, a intreținut adversitatea și chiar ura dintre indivizi și/sau grupuri, a înjosit calitatea de om și a făcut mult rău societății, producând, prin standarde diferite de evaluare, umilire, suferință și degradare umană.
Minciuna științifică derivă din construcția unei ipoteze incorecte de mecanism cauzal, indiferent dacă este conjunctural, fenomenal sau social, și pretenția valabilității acelui model (împotriva evidenței științifice), respectiv a incapacității modelului de a oferi predicții corecte sau de a explica coerent acele segmente ale realității, societății sau individului, pe care pretinde a le teoretiza, legifera și/sau explica.
Minciuna culturală vizează împraștierea intențională a unor afirmații false (care pot fi atât degradante cât și laudative) cu privire la conținutul sau la valoarea diferitelor produse culturale (dintre care unele pot fi opere de artă), prin propunerea și susținerea unui sistem de valori preferențial, sistem care neagă valori consacrate și recunoscute. În schimb, apreciază drept opere fundamentale, creații banale, partizane, uneori antisociale, fără calitate artistică, incapabile să producă satisfacții de natură emoțională și intelectuală superioare și să extindă orizontul uman al individului sau colectivității.

## Clasificare

### Minciuna mare
Este o minciuna care are ca scop sa inșele victima in a o face sa creadă informațiile spuse de cel care minte, ceva care va fi contrazis, probabil, de unele informații pe care victima le posedă deja. În cazul în care minciuna este suficient de mare, poate reusi, datorită reticenței victimei sa creadă că un neadevăr de o asemenea mărime ar fi într-adevar, fabricate.

### Cacealma (bluffing)
Cacealmaua este atunci când pretinzi că ai informații pe care nu le ai de fapt. Cacealmaua este un act de decepție care este rareori văzut ca o faptă imorală când se întamplă în timpul unui joc în care această decepție este de acord în prealabil de către jucatori. De exemplu, un jucător (de poker in general), încearcă să îi facă pe ceilalti jucători să creadă că are carți mai bune decât le are in realitate. În această situație, decepția este acceptată și este privită drept tactică de joc.

### Minciuna deschisă
Este o minciună spusă drept și confident în față, cu scopul de a fi convingător.

### Minciuna majordom
Este un termen inventat de cercetătorii de la Cornell University, care descriu ca fiind minciuni mici spuse electronic și sunt folosite pentru a încheia o conversație. De exemplu, trimițându-i cuiva SMS "trebuie sa plec, a venit chelnerul", când de fapt nu ești la restaurant.

### Minciuna contextuală
Se poate afirma o parte a adevărului in afara contextului, știind ca fară informații complete, se creează o impresie falsă. De asemenea, se pot da fapte exacte dar să inșeli cu ele. De exemplu să spui "Da, exact, am mâncat toată ciocolata singur(ă)", spus pe un ton sarcastic, ar putea suna pentru cel care te ascultă, că de fapt nu ai mâncat singur ciocolata, când de fapt ai mâncat-o.

### Economia cu adevărul
Economia cu adevărul este folosită ca un eufemism, pentru decepție, fie prin oferirea de informații false, fie prin nedezvăluirea anumitor fapte importante. La propriu, se poate descrie ca dezvaluirea atentă a faptelor, fara a detalia prea cu prea multe informații; a vorbi cu grijă.

### Minciuna de urgență
Minciuna de urgență este o minciună strategică, spusă atunci când adevărul nu poate fi spus pentru că provoaca daune sociale. De exemplu, un vecin poate minți o nevastă furioasă în legătură cu soțul ei infidel, pentru ca soția să nu îi provoace leziuni fizice soțului sau invers în timpul conflictului dintre cei doi.

### Exagerarea
O exagerare apare atunci când cele mai fundamentale aspecte ale unei afirmații sunt adevărate, dar numai într-o anumită masură. De asemenea, este vazută ca „întindere a adevărului” sau a face ca ceva sau cineva sa para mai puternic, slab sau real decât este.

### Minciuna glumeață
Minciunile glumețe sunt facute pentru amuzament și formulate într-un mod pe care să îl înțeleagă toți participanții conversației sau spectatorii, telespectatorii etc... un exemplu este ironia sau tachinarea.

### Minciuna pentru copii
Minciunile pentru copii, sunt in general mediocre, în care deseori se utilizează eufemisme, pentru a fi mai ușor pentru adulți să abordeze un subiect cu un copil. printre cele mai cunoscute exemple este cel al berzei „copiii ajung pe lume aduși de barză”, existența lui Moș Crăciun, Zâna Maseluță sau Iepurașul de Paști.

### Minciuna prin omisiune
Minciuna prin omisiune este acea minciună prin care se omit date importante, lăsând în mod deliberat o concepție greșită unei persoane.

### Minciuna în afaceri
Vânzatorul unui produs sau serviciu poate sa faca publicitate falsă despre ceea ce oferă, în special când are competiție. Numeroase țări au adoptat legi –Protecția consumatorului– pentru a combate astfel de fraude.

### Minciuna nobilă
O minciună nobilă, este una care în mod normal ar crea discomfort dacă adevărul ar ieși la suprafață, dar oferă unele beneficii pentru mincinos facând un bine societății ceea ce înseamnă ca face bine altora.

### Minciuna albă
Minciunile albe sunt minciuni minore care sunt considerate inofensive, sau chiar benefice, pe termen lung. O versiune generală de o minciună albă este de a spune doar parțial adevărul, prin urmare nu poate fi suspectat de minciună, pentru a evita întrebările incomode.

### Jurământ fals
Jurământul fals este un tip minciună sau un tip declarație falsă dată sub juramânt în timpul unui proces juridic la tribunal sau în orice tip de jurământ scris. Jurământul fals este o crimă, pentru că martorul a jurat să spună adevărul, iar pentru credibilitatea instanței să rămână intactă, mărturia martorului trebuie să fie adevărată.

### Reclamă exagerată
Aceste reclame sunt afirmații exagerate, de obicei găsite în publicitate si anunțuri, cum ar fi „cea mai bună calitate, la cel mai mic preț”, sau „întotdeauna votați pentru interesul tuturor”. Asemenea afirmații sunt puțin probabil sa fie adevărate, dar nu poate fi dovedit că sunt false, deci nu încalcă legea.

## Taxonomia minciunii conform Sfântului Augustin
Augustin de Hipona, cunoscut și ca Sfântul Augustin [de Hipona], conform numelui său din latină Sanctus Augustinus, a scris o carte dedicată minciunii De Mendacio, Despre minciună. Anterior scrisese "Carte despre minciună" și "Împotriva minciunii". Conform textului cărții De Mendatio, care este o operă târzie a sa, Sfântul Augustin grupează minciunile în opt categorii grupate în ordinea severității: 
1. Minciuni din texte religioase.
2. Minciuni care rănesc pe toți și nu servesc nimănui.
3. Minciuni care rănesc pe toți și servesc cuiva.
4. Minciuni spuse pentru plăcerea de a minți.
5. Minciuni spuse pentru "a mulțumi pe alții într-o manieră elegantă".
6. Minciuni care nu rănesc pe nimeni și servesc cuiva.
7. Minciuni care nu rănesc pe nimeni și salvează viața cuiva.
8. Minciuni care nu rănesc pe nimeni și salvează "puritatea" cuiva.

## Dragoste și razboi
Clișeul „Totul este corect in dragoste si in razboi”, gasește justificări pentru minciuni, în ordine pentru a câștiga putere.Sun Tzu declară că „războiul este bazat pe decepții.” Niccolò Machiavelli ne sfătuiește în principele „niciodată să nu încerci să câstigi cu forța ce se poate câștiga cu decepția.”

## Psihologia minciunii
Capacitatea de a minți este observată devreme și aproape universal în dezvoltarea umană. Psihologia socială și Psihologia dezvoltării sunt îngrijorate din pricina teoriei minții, cu ajutorul căreia oamenii simulează reacțiile altuia,  pentru poveștile lor și determină dacă minciuna va fi suficient de credulă. Cel mai frecvent, aceasta este cunoscută ca Inteligență Machiavelliană și apare în timpul dezvoltării, când copiii îndeplinesc vârsta de patru ani sau cinci și sunt capabili să mintă convingător. Înainte de aceasta, ei, pur și simplu sunt incapabili să ințeleagă de ce alții văd lucrurile diferit —și presupun că este un singur punct de vedere, al lor.
Copiii tineri învață din experiență că spunând o minciună, pot evita pedepse pentru „fărădelegile” provocate, înainte de a li se dezvolta teoria minții necesară pentru a înțelege de ce funcționează. În această etapă de dezvoltare, copiii spun deseori minciuni exagerate, imposibil de crezut, din cauza cadrului conceptual de a judeca dacă o afirmație poate să fie crezută sau chiar să ințeleagă conceptul de credibilitate.
Când copiii învață să mintă, le lipsește înțelegerea morală când ar trebui să se oprească. Aceasta durează ani de zile în care vede oamenii mințind, iar ca rezultat, iși vor dezvolta o înțelegere adecvată. Înclinația spre minciună variază la copii, astfel că unii se obișnuiesc să mintă, iar alții de a spune adevărul. Obiceiurile se vor schimba cel mai probabil în timpul maturității.
Mitomania este un termen folosit de psihiatrii care înseamnă tendința patologică de a minți.
Un studiu recent ne spune că pentru a spune o mincină ne trebuie mai mult timp decât pentru a spune adevărul.

## Moralitatea minciunii
Aristotel credea că nici o regulă generală nu este posibilă despre minciună, pentru că oricine susținea minciuna nu putea fi crezut. Filozofii Augustin de Hipona, Toma de Aquino și Immanuel Kant condamnă toate minciunile. Conform celor trei, nu sunt circumstanțe în unul dintre ei să mintă. Fiecare dintre acești filosofi au dat câteva argumente împotriva minciunii, toate compatibile între ele. Printre cele mai importante argumente sunt:
1. Minciuna este o perversiune a facultății naturale de vorbire,  sfârșitul natural care este de a comunica gândurile vorbitorului.
2. Când unul minte, compromite încrederea în societate.

Între timp, filosofii utilitariști sprijină minciunile care fac bine—minciunile albe. În cartea sa Cum sa Iei Decizii Bune și Să Ai Dreptate tot Timpul, Iain King sugerează o regulă despre posibilitatea minciunii, pe care o definește: „Înșeală doar dacă poți schimba comportamentul într-un fel care să valoreze mai mult decât încrederea pe care ai să o pierzi, dacă minciuna o să fie descoperită.”

## Consecințele minciunii
O dată spusă o minciună, pot apărea două consecințe: poate fi descoperită sau poate rămâne nedescoperită.
În unele circumstanțe, o minciună descoperiă poate pune la îndoială alte afirmații spuse de același vorbitor și poate duce la sancțiuni sociale sau legale împotriva vorbitorului. Când o minciună este descoperită, ceea ce gândește și cum se comportă mincinosul, nu mai poate fi prezis sau anticipat, ceea ce înseamnă că încrederea față de mincinos scade.

## La alte specii
Unele studii asupra comunicării, afirmă că, capacitatea de a minți există și la alte animale, precum cele din familia Hominidae. Even Koko, faimoasa gorilă care a învățat Limbajul Semnelor(gesturilor/mimica) Americane, a fost prinsă în flagrant, după ruperea unei chiuvete de pe un perete în urma unui acces de furie. Ea a spus apoi celor care o îngrijeau că o pisică a rupt chiuveta și arăta cu degetul către ea. Este neclar dacă aceasta a fost o glumă sau o încercare de a da vina pe pisică. Un limbaj al trupului înșelător, poate induce în eroare adevărata intenție a speciei de a ataca sau fugi, s-a observat acest fapt la numeroase specii, inclusiv la lupi. O pasăre mamă, înșală când se preface că are o aripă ruptă, pentru a-i distrage atenția unui potențial predator de la cuibul ei; cea mai cunoscută este Killdeer.

## Paradoxuri
În scenariile dualiste (da/nu, alb/negru) răspunsurile sunt întotdeauna date, o persoană care știm că minte constant, paradoxal ar fi o sursă de adevăr.

## Detectarea minciunii
Unii oameni detectează mai bine minciunile decât alții, pentru că sunt în stare de a deosebi o mincină prin expresii faciale, ritmul vorbirii, anumite mișcări și alte metode. Conform cercetătorului David J. Lieberman în cartea Never Be Lied To Again: How to Get the Truth In 5 Minutes Or Less In Any Conversation Or Situation, aceste metode pot fi învățate. Unele metode de interogare pot avea o șansă mai mare de succes, de exemplu „Când a fost ultima dată când ai fumat marijuana?”, este mai probabil să afli adevărul decât întrebând „fumezi iarbă?”. Punerea unei întrebări pentru a obține informația pe care o vrei, este o abilitate ce se poate învăța. Evitarea întrebărilor vagi, va ajuta la evitarea minciunilor prin omisiune sau imprecizie.
Întrebarea dacă minciunile pot fi detectate prin tehnici nonverbale este un subiect controversat.
- Poligraful sau „detectorul de minciuni” măsoară stresul psihologic pe care subiectul îl îndură când este întrebat unele întrebări.

- O gamă largă de medicamente au fost propuse și folosite anecdotic, deși nici unul nu este considerat foarte util.

- Un studiu recent[cine?] ne spune că pentru a spune o minciună durează mai mult timp decât atunci când se spune adevărul și astfel timpul de răspundere poate fi folosit ca o metodă de detectare a minciunii. Totuși, s-a demonstrat că un raspuns rapid poate fi dovada unei minciuni pregătite.

## Povești faimoase
- Petrică și lupii, povestea populară, existentă în multe culturi, a unui tânar păstor care ajunge să nu mai fie crezut de sat datorită uzării credibilității sale morale până la zero
- Pinocchio, poveste unei păpuși de lemn metamorfozată într-un băiat, al cărui nas crește mai lung și mai mare de fiecare dată când spune o minciună